# نقدي كندي (أرشق)
نقدي کندي (بالفارسية: نقدی کندی) هي منطقة سكنية تقع في إيران في قسم أرشق الشرقي الريفي. يقدر عدد سكانها بـ 147 نسمة .